# Single numer jeden w roku 2000 (Polska)
Notowanie Polish Airplay Chart przedstawia najpopularniejsze utwory w polskich rozgłośniach radiowych. Dane w roku 2000 publikowane i kompletowane były przez firmę PiF PaF Production w oparciu o cotygodniową liczbę odegrań w radio. Poniżej znajdują się tabele prezentujące najpopularniejsze single we wszystkich rozgłośniach (Lista Krajowa) oraz najpopularniejsze single w stacjach lokalnych i regionalnych (Lista Regionalna) w roku 2000.

## Polish Airplay Chart
| Tydzień | Lista Krajowa                    | Lista Krajowa                       | Lista Regionalna                    | Lista Regionalna                         | Źródło |
| Tydzień | Wykonawca                        | Utwór                               | Wykonawca                           | Utwór                                    | Źródło |
| ------- | -------------------------------- | ----------------------------------- | ----------------------------------- | ---------------------------------------- | ------ |
| 13/2000 | Enrique Iglesias                 | „Be with You”                       | Richard Ashcroft                    | „A Song for the Lovers”                  | [ 1 ]  |
| 14/2000 | Toni Braxton                     | „He Wasn’t Man Enough”              | Elton John                          | „Someday Out of the Blue”                | [ 1 ]  |
| 15/2000 | Toni Braxton                     | „He Wasn’t Man Enough”              | Jon Secada                          | „Stop”                                   | [ 1 ]  |
| 16/2000 | Kayah                            | „Jaka ja Kayah”                     | Kayah                               | „Jaka ja Kayah”                          | [ 1 ]  |
| 17/2000 | O.N.A.                           | „Jestem silna”                      | Anastacia                           | „I’m Outta Love”                         | [ 1 ]  |
| 18/2000 | Britney Spears                   | „Oops!... I Did It Again”           | Gloria Estefan                      | „No Me Dejes De Querer”                  | [ 1 ]  |
| 19/2000 | Britney Spears                   | „Oops!... I Did It Again”           | Britney Spears                      | „Oops!... I Did It Again”                | [ 1 ]  |
| 20/2000 | Britney Spears                   | „Oops!... I Did It Again”           | Whitney Houston & George Michael    | „If I Told You That”                     | [ 1 ]  |
| 21/2000 | Whitney Houston & George Michael | „If I Told You That”                | Titan                               | „Corazon”                                | [ 1 ]  |
| 22/2000 | Whitney Houston & George Michael | „If I Told You That”                | Savage Garden                       | „Affirmation”                            | [ 1 ]  |
| 23/2000 | Budka Suflera                    | „Bal wszystkich świętych”           | Budka Suflera                       | „Bal wszystkich świętych”                | [ 1 ]  |
| 24/2000 | Budka Suflera                    | „Bal wszystkich świętych”           | Touch and Go                        | „So Hot”                                 | [ 1 ]  |
| 25/2000 | Touch and Go                     | „So Hot”                            | Backstreet Boys                     | „The One”                                | [ 1 ]  |
| 26/2000 | Morcheeba                        | „Rome Wasn’t Built in a Day”        | Bajm                                | „Lola, Lola”                             | [ 1 ]  |
| 27/2000 | Sami                             | „Lato 2000”                         | Morcheeba                           | „Rome Wasn’t Built in a Day”             | [ 1 ]  |
| 28/2000 | The Corrs                        | „Breathless”                        | The Corrs                           | „Breathless”                             | [ 1 ]  |
| 29/2000 | Lady Pank                        | „Słońcem opętani”                   | Roger Hodgson                       | „Hungry”                                 | [ 1 ]  |
| 30/2000 | The Corrs                        | „Breathless”                        | Lady Pank                           | „Słońcem opętani”                        | [ 1 ]  |
| 31/2000 | The Corrs                        | „Breathless”                        | Whitney Houston & Enrique Iglesias  | „Could I Have This Kiss Forever”         | [ 1 ]  |
| 32/2000 | Ronan Keating                    | „Life Is a Rollercoaster”           | Ronan Keating                       | „Life Is a Rollercoaster”                | [ 1 ]  |
| 33/2000 | Ronan Keating                    | „Life Is a Rollercoaster”           | Madonna                             | „Music”                                  | [ 1 ]  |
| 34/2000 | Ronan Keating                    | „Life Is a Rollercoaster”           | Texas                               | „In Demand”                              | [ 1 ]  |
| 35/2000 | Ronan Keating                    | „Life Is a Rollercoaster”           | Bajm                                | „Szklanka wody”                          | [ 1 ]  |
| 36/2000 | Madonna                          | „Music”                             | Lionel Richie                       | „Angel”                                  | [ 1 ]  |
| 37/2000 | ATC                              | „Around the World (La La La La La)” | U2                                  | „Beautiful Day”                          | [ 1 ]  |
| 38/2000 | ATC                              | „Around the World (La La La La La)” | Spice Girls                         | „Holler”                                 | [ 1 ]  |
| 39/2000 | Kasia Kowalska                   | „Nobody”                            | Kasia Kowalska                      | „Nobody”                                 | [ 1 ]  |
| 40/2000 | Kasia Kowalska                   | „Nobody”                            | Ricky Martin                        | „She Bangs”                              | [ 1 ]  |
| 41/2000 | Kasia Kowalska                   | „Nobody”                            | Eagle-Eye Cherry feat. Neneh Cherry | „Long Way Around”                        | [ 1 ]  |
| 42/2000 | Kasia Kowalska                   | „Nobody”                            | Małgorzata Ostrowska                | „Głupi świat”                            | [ 1 ]  |
| 43/2000 | Kasia Kowalska                   | „Nobody”                            | Anita Lipnicka                      | „Jestem powietrzem”                      | [ 1 ]  |
| 44/2000 | Kasia Kowalska                   | „Nobody”                            | The Corrs                           | „Irresistible”                           | [ 1 ]  |
| 45/2000 | Sonique                          | „Sky”                               | Brathanki                           | „Modliła się dziewczyna”                 | [ 1 ]  |
| 46/2000 | Sonique                          | „Sky”                               | Myslovitz                           | „Dla ciebie”                             | [ 1 ]  |
| 47/2000 | Enya                             | „Only Time”                         | Bajm                                | „Modlitwa o złoty deszcz”                | [ 1 ]  |
| 48/2000 | Enrique Iglesias                 | „Sad Eyes”                          | Craig David                         | „Walking Away”                           | [ 1 ]  |
| 49/2000 | Eros Ramazzotti                  | „Fuoco nel Fuoco”                   | Kasia Kowalska                      | „Być tak blisko”                         | [ 1 ]  |
| 50/2000 | Craig David                      | „Walking Away”                      | U2                                  | „Stuck in a Moment You Can’t Get Out Of” | [ 1 ]  |
| 51/2000 | Backstreet Boys                  | „Shape of My Heart”                 | Ha-Dwa-O!                           | „Magia Świąt”                            | [ 1 ]  |
| 52/2000 | Backstreet Boys                  | „Shape of My Heart”                 | Savage Garden                       | „Hold Me”                                | [ 1 ]  |